# Amata grotei
Amata grotei är en fjärilsart som beskrevs av Moore 1871. Amata grotei ingår i släktet Amata och familjen björnspinnare. Inga underarter finns listade i Catalogue of Life.

## Bildgalleri

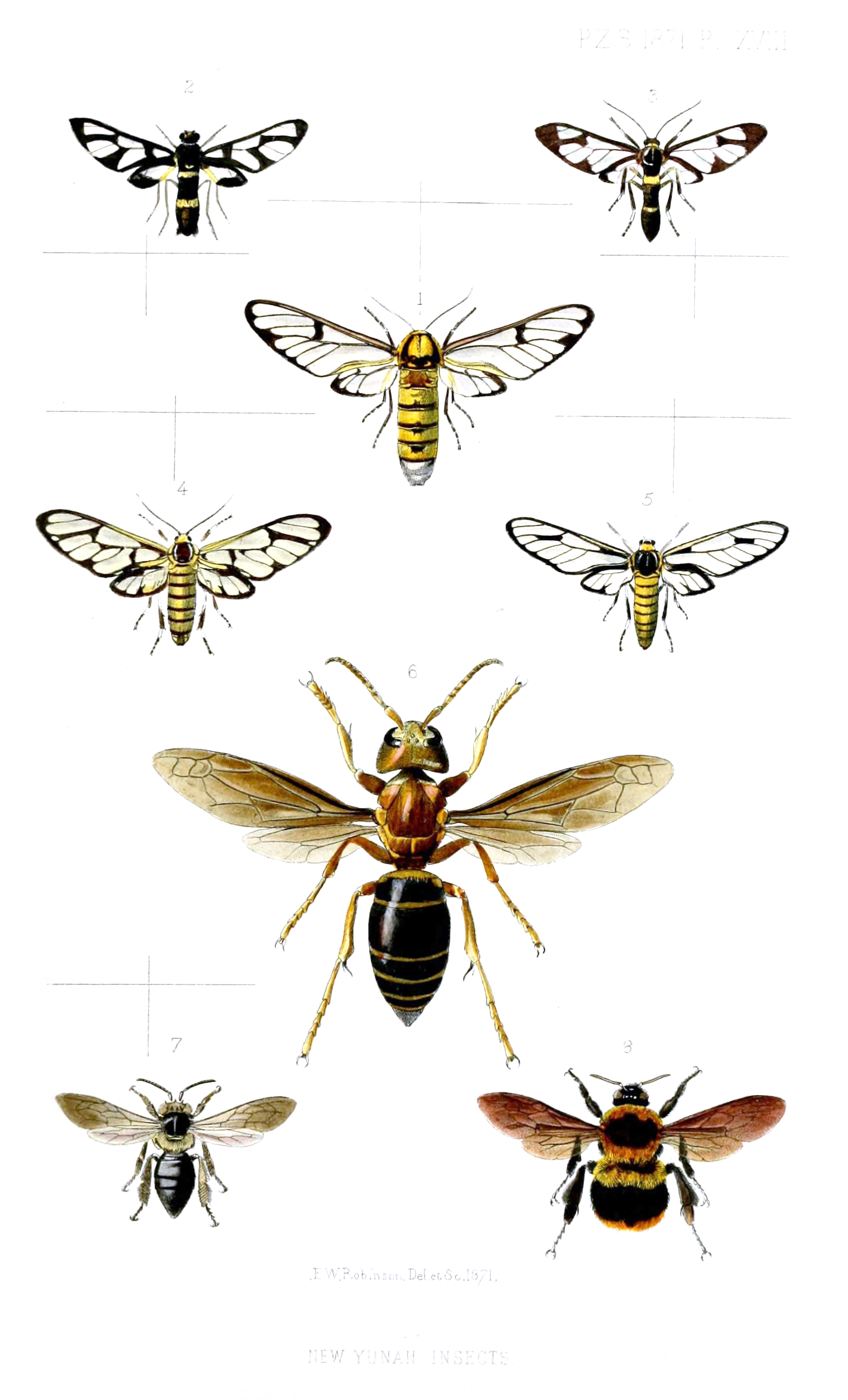